# Glenn Howerton
Glenn Howerton (Tokyo, 13 aprile 1976) è un attore e sceneggiatore statunitense.
È noto soprattutto per il ruolo di Dennis Reynolds nella sitcom statunitense C'è sempre il sole a Philadelphia.

## Filmografia

### Attore

#### Cinema
- Partnerperfetto.com (Must Love Dogs), regia di Gary David Goldberg (2005)
- Serenity, regia di Joss Whedon (2005)
- Crank, regia di Mark Neveldine e Brian Taylor (2006)
- Two Weeks, regia di Steve Stockman (2006)
- The Strangers, regia di Bryan Bertino (2008)
- Crank: High Voltage, regia di Mark Neveldine e Brian Taylor (2009)
- Everything Must Go, regia di Dan Rush (2010)
- Coffee Town, regia di Brad Copeland (2013)
- The Hunt, regia di Craig Zobel (2020)
- Archenemy, regia di Adam Egypt Mortimer (2021)
- BlackBerry, regia di Matt Johnson (2023)

#### Televisione
- Monday Night Mayhem, regia di Ernest R. Dickerson - film TV (2002)
- The Job - serie TV, 1 episodio (2002)
- That '80s Show - serie TV, 13 episodi (2002)
- That Was Then - serie TV, 1 episodio (2002)
- E.R. - Medici in prima linea (ER) - serie TV, 6 episodi (2003)
- E.D.N.Y., regia di Anthony Drazan - film TV (2003)
- C'è sempre il sole a Philadelphia (It's Always Sunny in Philadelphia) - serie TV, 170 episodi (2005-in corso)
- The Mindy Project - serie TV, 13 episodi (2013-2014)
- Fargo - serie TV, 5 episodi (2014)
- House of Lies - serie TV, 4 episodi (2016)
- A.P. Bio – serie TV, 42 episodi (2018-2021)
- Abbott Elementary – serie TV, episodio 4x09 (2025)
- Sirens, regia di Nicole Kassell, Quyen Tran e Lila Neugebauer – miniserie TV, 5 episodi (2025)

### Doppiatore
- American Dad! - serie TV, 1 episodio (2009)
- Glenn Martin DDS - serie TV, 3 episodi (2009-2010)
- The Cleveland Show - serie TV, 33 episodi (2009-2013)
- Unsupervised - serie TV, 4 episodi (2012)
- I Griffin (Family Guy) - serie TV, 4 episodi (2014)
- Velma - serie TV, 21 episodi (2023-2024)

### Sceneggiatore
- C'è sempre il sole a Philadelphia (It's Always Sunny in Philadelphia) - serie TV (2005-in corso)
- Boldly Going Nowhere, regia di Wayne McClammy - film TV (2009)

## Doppiatori italiani
Nelle versioni in italiano delle opere in cui ha recitato, Glenn Howerton è stato doppiato da:
- Marco Vivio in C'è sempre il sole a Philadelphia, Fargo, Abbott Elementary
- Marco De Risi in Partnerperfetto.com, The Strangers (doppiaggio alternativo)
- Gianfranco Miranda in The Hunt, Sirens
- Roberto Certomà in Crank
- Francesco Bulckaen in The Strangers
- Andrea Lavagnino in A.P. Bio
- Luca Mannocci in BlackBerry